# 潘金森特 (科羅拉多州)
潘金森特（英語：Punkin Center）是位於美國科羅拉多州林肯縣的一個非建制地區。該地的面積和人口皆未知。

## 地理
潘金森特的座標為38°51′07″N 103°42′02″W / 38.85194°N 103.70056°W，而該地的平均海拔高度為1635米（即5364英尺）。